# Cascada del Drin Blanco
Cascada del Drin Blanco (en albanés: Ujëvara e Drinit të Bardhë) es una caída de agua en la parte occidental del territorio disputado de Kosovo que oficilamente pertenece a serbia. Se encuentra ubicada en la montaña Žljeb en Prokletije en el pueblo de Radovac. La cascada está localizada justo en la desembocadura del río conocido como Drin Blanco y se eleva a 25 m (82 pies) de altura. Un paisaje montañoso rodea la cascada y la convierte en una atracción turística popular en todo Kosovo. Otras cascadas más pequeñas se encuentran cerca de la zona.